# Sphinx e la mummia pasticciona
Sphinx e la mummia pasticciona (Sphinx and the Cursed Mummy) è un videogioco d'azione in terza persona ispirata alla mitologia dell'antico Egitto, per PlayStation 2, Xbox, e GameCube. Il gioco è stato sviluppato da Eurocom e pubblicato da THQ. Il gioco è stato distribuito il 10 novembre 2004, in tutto il mondo per Windows, macOS e Linux su Steam e GOG.com.

## Trama
Il giocatore veste i panni del giovane semi-dio Sphinx, e del corpo non-morto di Tutankhamon. Il primo conta sulla forza bruta per distruggere i nemici che ostacolano il cammino dei protagonisti, mentre il secondo servirà per risolvere i vari enigmi del gioco.
Il gioco inizia con Sphinx e Horus che vengono incaricati di una semplice missione, ovvero ritrovare la Spada di Osiride, che si trova a Uruk, "la terra dell'oscurità", e riportarla al suo maestro Imhotep, ma presto la storia prenderà una brutta piega quando Horus viene apparentemente ucciso da un raggio mortale che protegge il Castello di Uruk. Sphinx ritrova la Spada di Osiride, ma viene anche lui attaccato ed è costretto a fuggire in un luogo ignoto tramite un portale. Intanto, il giovane principe Tutankhamon, a Luxor, celebra il suo compleanno, ma il suo fratello maggiore Akhenaton lo cattura ed esegue un rituale che lo trasforma in una mummia, tramite un raggio che esporta l'anima in Vasi Canopi presenti nella sala. Sphinx danneggia però il congegno che emana il raggio, il quale si dimostra essere anche un teletrasporto che risucchia la mummia, il fratello e il suo complice, e li manda nel Castello di Uruk, luogo di cui si parla all'inizio del gioco. Subito dopo si viene a sapere che Akhenaten in realtà è il dio Set, irriconoscibile grazie ad un travestimento, e che il vero Akhenaton è stato mummificato nello stesso metodo usato su Tutankhamon perché Set potesse assumerne le sembianze. Un Vaso Canopo rimane fortunatamente nella sala e viene raccolto da Sphinx il quale lo manderà alla mummia grazie a una cesta di nome Bas-Ket. Ogni volta che alla mummia viene dato un Vaso, a questa verrà data il dono della vita per un lasso di tempo sufficiente a raccogliere oggetti nel castello che saranno dati a Sphinx, e che si riveleranno molto utili durante l'avventura.
Durante la sua sosta ad Eliopoli, Sphinx scopre che il dio Anubi ha causato grande sofferenze al popolo di queste terre, e la maggior parte degli abitanti sono stati tramutanti in pietra. Anubi, però, rivela di aver pietrificato gli abitanti per proteggerli dall'oscurità che Set sta mandando sull'Egitto, e accetta di rimuovere la maledizione, a patto che Sphinx si comporti eroicamente, in particolare recuperando le Corone Sacre, potenti oggetti usati dagli dei dell'Egitto: quella di Abido, quella di Eliopoli, quella di Uruk e quella di Set. Man mano che Sphinx recupera le Corone, riesce a indebolire il raggio che protegge il Castello di Uruk, ma Set cattura la mummia Tutankhamon e lo paralizza. Tuttavia, Sphinx usa le quattro Corone Sacre per evocare Osiride, il quale rivela che lui e Set erano un tempo un unico essere chiamato Ra. La parte dominata da Set, nel tentativo di conquistare l'Egitto, rubò il suo potere dal fratello Osiride. Questi usa il potere che gli rimane per proteggere Sphinx dai pericoli del Castello di Uruk, dove affronta e sconfigge Set salvando l'Egitto. A questo punto appare Imhotep, che impedisce Sphinx di ucciderlo e permette invece a Set e Osiride di riunirsi in Ra ancora una volta. Ra dona a Tutankhamon l'ultimo Vaso Canopico, ma, accidentalmente, questi lo fa cadere e sfracellarsi a terra. Per fortuna, Imhotep dichiara che ci sono altri modi per aiutare Tutankhamon a ritornare umano.

## Modalità di gioco

### Versione mobile
La versione mobile presenta una versione 2D completamente diversa. La THQ Wireless ne ha pubblicato una versione Java per telefoni cellulari, sviluppata dalla Humagade. Come nelle versioni per console, il giocatore controlla alternamente Sphinx e Tutankhamen (la mummia) in scenari d'azione ed enigmatici rispettivamente. L'obiettivo del gioco è trovare gli organi conservati di Tutankhamen per riportarlo in vita, inseguendo al contempo Set nella città di Uruk.

### Versione PC
La versione PC è stata sviluppata Swyter, autore di una texture HD per la versione GameCube. Ancora oggi, la Swyter aggiorna il gioco per migliori prestazioni e opzioni aggiuntive. Il kit di sviluppo, EuroLand, è stato pubblicato il 19 febbraio 2018, il che permette anche di moddare il gioco. È probabile che i livelli di Akaria e Sakkara, rimossi nel gioco finale, potrebbero anch'essi tornare a essere sviluppati in un successivo aggiornamento.

### Problemi tecnici
L'uso di uno dei punti di salvataggio mentre si veste i panni della mummia subito dopo un filmato (che illustra il tradimento di Horus) causa un problema apparentemente irreparabile, dove la porta rimane sigillata permanentemente se la sessione di gioco non si continua subito: ciò intrappola il giocatore impedendogli ulteriori progressi in modo irreversibile, e costringendolo a ricominciare daccapo il gioco fin dall'inizio. Il problema è stato riscontrato nelle tre versioni per console, ma è stato riparato nelle versioni PC e Nintendo Switch del gioco.

## Personaggi

### Sphinx
Sphinx è l'eroe principale del gioco, un semi-dio pieno di entusiasmo. È amico del dio Horus, dalla testa di falco, che lo guiderà nel gioco. Non si sa molto delle sue azioni passate (che però verranno raccontate all'interno del gioco).

### Mummia
La mummia, all'inizio un personaggio vivo e vegeto, è del principe Tutankhamon di Luxor, promesso sposo di Nefertiti e fratello di Akhenaten. Sphinx raccoglie i Vasi Canopi che servono a dar di nuovo vita alla mummia.

## Accoglienza
| Testata                            | Versione | Giudizio |
| ---------------------------------- | -------- | -------- |
| GameRankings (media al 30-01-2020) | Mobile   | 70.50%   |
| IGN                                | PS2      | 8.5/10   |

Pur avendo registrato delle «vendite "fiacche" [...] in tutti i sistemi», Sphinx è stato tutto sommato ben accolto dalla critica specializzata. Il sito web IGN l'ha votato infatti 8.5/10, descrivendolo come «un'avventura dinamica divertente e impegnativa con un'esperienza semi-non-lineare completa di mondi enormi da esplorare, enigmi difficili e soddisfacenti e aggiornamenti di armi e oggetti funzionanti»; la critica ne ha evidenziato inoltre la trafila di personaggi unici, la trama solida e la qualità del comparto grafico.; critiche negative sono state però avanzategli per la sua mancanza totale di doppiaggio, rilevando che una certa pesantezza della narrazione la si può riscontrare nel fatto che tutti i personaggi comunicano unicamente con dei testi a schermo.
La versione mobile ha ricevuto un'accoglienza un po' meno favorevole, ma pur sempre positiva a conti fatti, con voti aggregati del 70.50% su GameRankings. Levi Buchanan della IGN ne ha ammirato la grafica, pur criticandone i "mostruosi" controlli isometrici, «non amichevoli come dovrebbero essere», ritenendolo però comunque  «un buon acquisto per i fan del gioco su console originale o a caccia di un gioco di avventura». Recensendolo per conto del sito GameSpot, Carrie Gouskos ne ha apprezzato la sua aderenza allo stile delle versioni per console, dichiarando che «ha fatto un buon lavoro nel mantenere il look e la personalità del franchise», per quanto ne abbia trovato i controlli "scomodi", gli effetti sonori "poco interessanti" ed un gameplay che non invogli granché il rigiocarlo, giudicandolo alfine un titolo frustrante per chiunque non sia alla ricerca di «un semplice giochino d'azione [o] fan particolari della serie».
La rivista Play Generation ha invece dato alla versione per PlayStation 2 un punteggio di 83/100, trovandolo un titolo discreto benché minato da alcune sviste tecniche che, per quanto eclatanti, non ne compromettevano però la dose di divertimento in grado d'offrire al pubblico. La stessa testata lo ha classificato come il terzo titolo con l'avventura più antica tra quelli disponibili su PlayStation 2.